# Will Durant
Pour les articles homonymes, voir Durant.
William James Durant (né le 5 novembre 1885 à North Adams, Massachusetts - mort le 7 novembre 1981), dit Will Durant, est un philosophe, un historien et un écrivain américain. Il est notamment l'auteur de nombreux articles de magazines ainsi que d'une Histoire de la Philosophie (The Story of Philosophy), et d'une Histoire de la Civilisation (The Story of Civilization), en 32 volumes, qu'il mit quarante ans à écrire avec l’aide de sa femme Ariel. 

## Biographie
Après avoir reçu une éducation très pieuse d'une mère canadienne-française (écoles paroissiales catholiques, collège jésuite du New Jersey), Durant se met à douter de sa foi en lisant Thomas Huxley, Charles Darwin, Herbert Spencer et Ernst Haeckel et rejoint les idées socialistes en 1905. Entre 1907 et 1911 il s'établit au collège de Seton Hall dans le New Jersey pour y enseigner le latin, le français, l'anglais et la géométrie. Il entre au séminaire de Seton Hall en 1909, dont il devient rapidement le bibliothécaire, mais le quitte en 1911 avec 40 dollars en poche pour des raisons qu'il décrit dans son livre Transition. Il devient alors professeur de l'école Ferrer, école moderne et expérimentale d'éducation libertaire de Manhattan et y rencontre une élève, Ariel, qu'il épouse en 1913. 
En 1912 il fait son premier voyage en Europe sur l'invitation et aux frais d'Alden Freeman qui s'était lié d'amitié avec lui, et entreprend ainsi d'élargir son horizon
Pendant quatre ans il suit les cours de l'université de Columbia où il se spécialise en biologie avec Morgan et Calkins et en philosophie avec Woodbridge et Dewey. Il obtient le doctorat de philosophie en 1917, discipline qu'il enseigne dans cette même université pendant un an.
Dès 1914, dans une église presbytérienne de New York, il commence ses conférences sur l'histoire, la littérature et la philosophie qui, étant données deux fois par semaine pendant treize ans, lui fournissent les premiers matériaux de ses ouvrages ultérieurs. 
L’Histoire de la philosophie est publiée en 1926 et il s'en vend deux millions d'exemplaires en quelques années en partie grâce à un article favorable ayant paru dans le New York Times. Ce succès inattendu lui permet de se retirer de l'enseignement en 1927. Durant s'attelle alors avec sa femme à la rédaction de l’Histoire de la civilisation, dont le dixième volume remportera le prix Pulitzer en 1968. 
Pour s'y préparer, ils parcourent l'Europe en 1927, font le tour du monde en 1930 pour étudier l'Égypte, le Proche Orient, l'Inde, la Chine et le Japon, et à nouveau en 1932 pour visiter le Japon, la Mandchourie, la Sibérie , la Russie et la Pologne. Ces voyages fournissent la matière de Notre Héritage oriental (1935), les trois premiers volumes de l'Histoire de la Civilisation. Plusieurs autres visites en Europe, en Turquie, en Irak, en Iran et en Égypte, contribuent à l'élaboration des volumes suivants.
Plus de 17 millions d’exemplaires de ses livres ont aujourd'hui été vendus à travers le monde.
Will Durant s’est battu pour l’égalité salariale entre les sexes, le droit de vote des femmes et pour de meilleures conditions de travail des salariés américains. Ne se contentant pas simplement d’écrire sur de nombreux sujets, il a également mis ses idées en pratique, avec pour objectif de rendre la philosophie accessible à tous. Il a œuvré pour la compréhension mutuelle entre les cultures, comme entre les individus.
En 1981, peu avant sa mort, il a participé aux témoignages de la Révolution russe de 1917 pour les biens du film Reds, réalisé et interprété par Warren Beatty.

## Histoire de la Civilisation
Pendant des décennies, Will Durant et sa femme Ariel écrivent, à partir de 1929, une œuvre colossale : l’Histoire de la Civilisation. L'œuvre tient en 10 tomes (32 volumes en tout), dont chacun peut être considéré comme une étude à part entière.
- Tome 1 - Notre Héritage Oriental (3 vol. 1935):
  - Histoire des civilisations asiatiques
    - I.1 Les Origines. Sumer. L'Égypte. La Babylonie. L'Assyrie.
    - II.2 La Judée. La Perse. L'Inde
    - III.3 La Chine. Le Japon.
- Tome 2 - La vie de la Grèce (3 vol.1939):
  - Histoire de la civilisation grecque de 3500 à 145 avant Jésus-Christ
    - I.4 Le Monde Égéen. La Grèce Archaïque
    - II.5 L'Âge d'or
    - III.6 Déclin et ruine de la liberté.
- Tome 3 - César et le Christ (3 vol.1944)
  - Histoire de la civilisation romaine et du christianisme jusqu'à 325 après Jésus-Christ
    - I.7 Rome. Les Origines. La République.
    - II.8 Rome. Le Principat.
    - III.9 L'empire. La Jeunesse du christianisme.
- Tome 4 - L'âge de la Foi (4 vol.1950):
  - Histoire de la civilisation médiévale de Constantin à Dante, de 325 à 1300
    - I.10 L'Apogée de Byzance. La civilisation islamique.
    - II.11 La Civilisation judaïque. L'Âge des Ténèbres.
    - III.12 L'apogée du Christianisme. 1
    - IV.13 L'apogée du Christianisme. 2
- Tome 5 - La Renaissance (3 vol.1953):
  - Histoire de la civilisation en Italie de 1304 à 1576
    - I.14 Prélude. La Renaissance florentine.
    - II.15 Splendeurs italiennes. La Renaissance à Rome.
    - III.16 Débâcle et finale.
- Tome 6 - La Réforme (3 vol.1957):
  - Histoire de la civilisation européenne, de Wiclef à Calvin, de 1300 à 1564
    - I.17 De Wiclef à Luther.
    - II.18 La Révolution religieuse.
    - III.19 Les étrangers aux portes. La Contre-Réforme.
- Tome 7 - Prélude à l'ère des Lumières (3 vol.1961):
  - Histoire de la civilisation européenne au temps de Shakespeare, Bacon, Montaigne, Rembrandt, Galilée et Descartes, de 1558 à 1648
    - I.20 Le réveil de l'Angleterre.
    - II.21 La lutte des doctrines pour le pouvoir. L'Italie. L'Espagne. La France.
    - III.22 Les Pays-Bas. Le Nord. L'Islam. Le Saint Empire. Les tentatives de la raison.
- Tome 8 - Le siècle de Louis XIV (3 vol.1963):
  - Histoire de la civilisation européenne au temps de Pascal, Molière, Cromwell, Milton, Pierre le Grand, Newton et Spinoza, de 1643 à 1715
    - I.23 L'apogée de la France.
    - II.24 L'Angleterre et le reste de l'Europe.
    - III.25 L'aventure intellectuelle.
- Tome 9 - L'époque de Voltaire (3 vol.1965):
  - Histoire de la civilisation européenne et du conflit entre la religion et la philosophie, de 1715 à 1758
    - I.26 La Régence en France. L'Angleterre.
    - II.27 La France. L'Europe Centrale.
    - III.28 Les progrès de la connaissance. L'assaut contre le christianisme.
- Tome 10 - Rousseau et la Révolution (4 vol.1968):
  - Histoire de la civilisation en France, en Angleterre et en Allemagne de 1756 à 1789, et dans le reste de l'Europe de 1715 à 1789
    - I.29 Prélude.
    - II.30 La France avant la tourmente.
    - III.31 Le Sud catholique. L'Islam et l'Orient slave.
    - IV.32 Le Nord protestant. L'Angleterre de Jonhston.

## Autres ouvrages
- Transition, roman signé conjointement avec sa femme Ariel en 1927
- Vies et doctrines des philosophes. Platon, Aristote, Bacon, Spinoza, Voltaire, Kant, Schopenhauer, Spencer, Nietzsche, Paris, Payot, 1932
- Les Leçons de l'histoire, Genève, Rencontre, 1970